# Đông Sơn, thành phố Thanh Hóa
Đông Sơn là một phường thuộc thành phố Thanh Hóa, tỉnh Thanh Hóa, Việt Nam.

## Địa lý
Phường Đông Sơn nằm gần trung tâm thành phố Thanh Hóa, có vị trí địa lý:
- Phía đông giáp phường Quảng Hưng
- Phía tây giáp các phường Lam Sơn và Đông Vệ
- Phía nam giáp phường Quảng Thành
- Phía bắc giáp các phường Đông Hải và Đông Hương.

Phường Đông Sơn có diện tích tự nhiên 1,00 km².

### Dân cư
Tính đến ngày 31/12/2022, phường Đông Sơn có quy mô dân số là 15.621 người (bao gồm dân số thường trú là 13.635 người, dân số tạm trú quy đổi là 1.986 người), mật độ dân số đạt 15.621 người/km².
Theo Tổng điều tra dân số và nhà ở năm 2019, phường Đông Sơn có dân số là 11.999 người. Mật độ dân số đạt 11.999 người/km².
Dân số năm 2009 là 13.978 người, mật độ dân số đạt 14.119 người/km².
Dân số năm 1999 là 10.529 người, mật độ dân số đạt 10.635 người/km².

## Lịch sử
Trước Cách mạng tháng Tám, địa giới phường hiện nay bao gồm các thôn Lai Thành (thuộc xã Đông Hương) và Hương Bào Ngoại (thuộc xã Bố Vệ), tổng Bố Đức, phủ Đông Sơn.
Sau Cách mạng tháng Tám năm 1945, các làng Lai Thành và Hương Bào Ngoại thuộc xã Đông Hương, huyện Đông Sơn. Đến tháng 10 năm 1953, thành lập xã Đông Hải trên cơ sở một phần xã Đông Hương, trong đó có làng Lai Thành.
Ngày 28 tháng 8 năm 1971, Thủ tướng Chính phủ ra Nghị quyết số 226/TTg. Theo đó, sáp nhập các xã Đông Hải, Đông Hương vào thị xã Thanh Hóa. Riêng cụm dân cư Lai Thành được chuyển giao về tiểu khu Hoàng Hoa Thám cùng thị xã. Đến cuối năm 1972, khối Lai Thành thuộc tiểu khu Hoàng Hoa Thám được thành lập.
Ngày 3 tháng 7 năm 1981, Ủy ban nhân dân tỉnh Thanh Hóa ban hành Quyết định số 511 TC/UBTH về việc thống nhất tên gọi các phường trong nội thị thuộc thị xã. Theo đó, chuyển tiểu khu Hoàng Hoa Thám thành phường Lam Sơn, riêng khối Lai Thành chuyển thành phường Đông Sơn.

## Hành chính
Phường Đông Sơn được chia thành 9 tổ dân phố, đánh số từ 1 đến 9.

## Kinh tế – xã hội
Phường nằm ở cửa ngõ phía đông thành phố, dọc theo quốc lộ 47 nối liền thành phố Thanh Hóa với thành phố Sầm Sơn. Trên địa bàn phường có chợ Đông Thành là chợ đầu mối phía đông của thành phố Thanh Hóa.
Làng trẻ em SOS Thanh Hóa là nơi nuôi dạy những em nhỏ mồ côi hoặc có hoàn cảnh khó khăn. Trường tiểu học Hermainn Gmeiner được khánh thành trước khi bước vào năm học 2010, là mô hình trường ngoài công lập thuộc Làng SOS Việt Nam nhằm phục vụ chăm sóc, giáo dục cho trẻ em làng SOS tỉnh Thanh Hóa. Quy mô trường gồm 10 lớp học với số lượng có thể tiếp nhận khoảng 40 học sinh.
Trên địa bàn phường có Trường THPT chuyên Lam Sơn – một trong những trường trung học phổ thông chuyên đầu tiên của cả nước và duy nhất của tỉnh Thanh Hoá, tuyển chọn và đào tạo học sinh năng khiếu cấp THPT các môn văn hóa, ngoại ngữ trên địa bàn toàn tỉnh Thanh Hóa; cùng với đó là Trường THPT Dân tộc Nội trú tỉnh Thanh Hóa, trường chuyên biệt dành cho học sinh dân tộc thiểu số tỉnh Thanh Hóa.
Đền thờ nữ thần Thủy Tinh công chúa nằm ở ngã ba sông: sông Nhà Lê, sông Cầu Cốc và sông Quảng Châu.
Đông Sơn nằm bên tuyến kênh Nhà Lê, là tuyến đường thủy đầu tiên trong lịch sử Việt Nam từ kinh đô Hoa Lư đến Đèo Ngang và được xem là tuyến đường Hồ Chí Minh trên sông vì những đóng góp cho các cuộc chiến tranh của người Việt.